# Who's Gonna Stand Up?
„Who's Gonna Stand Up?“ je píseň kanadského hudebníka Neila Younga. Poprvé byla představena při turné Alchemy Tour se skupinou Crazy Horse v roce 2014. Téhož roku vyšly dvě další verze písně, tentokrát studiové, na albu Storytone. Jednu nahrál sám Young sólově a na druhé jej doprovázel dvaadevadesátičlenný orcehsrt a sbor. Young rovněž vydal verzi zpívanou dětmi. Young píseň představil také v pořadu The Colbert Report jako duet se Stephenem Colbertem. Píseň se zabývá tématem environmentalismu. Roku 2017 píseň zazněla v podání malého kostelního sboru ve filmu Zoufalství a naděje, a to na pohřbu environmentálního aktivisty Michaela Mansany (Philip Ettinger).